# Саймон Шустер
Саймон Шустер (англ. Simon Shuster; нар. 1983, Москва, СРСР) — американський журналіст, кореспондент журналу «Тайм» з 2013 року.

## Життєпис
Народився в 1983 році в Москві. У 1989 році емігрував разом з сім'єю до США.
Зростав у Сан-Франциско. Закінчив Стенфордський університет. Був редактором студентської газети The Stanford Daily.
У 2006 році повернувся до Москви. Протягом семи років працював політичним журналістом, писав для таких видань як The Moscow Times, Ассошіейтед Прес, Рейтер.
У 2013 році почав писати для «Тайм». З початком російсько-української війни відображав її розвиток у своїх статтях. Після статті «У Росії — злочин без кари» про збиття Boeing 777 біля Донецька йому було заборонено в'їзд у РФ. У зв'язку з цим переїхав для роботи в Берлін, де відповідав за висвітлення подій в Європі та пострадянському просторі. У лютому 2020 року переїхав до Нью-Йорка.
У квітні 2022 року під час російського вторгнення в Україну провів два тижні з Володимиром Зеленським та його оточенням. За результатами поїздки написав статтю для «Тайм», яка вийшла у номері з фотографією Зеленського на обкладинці. У липні 2022 року анонсував вихід своєї першої книги «Коли світ спостерігає: Володимир Зеленський та війна в Україні», яка буде опублікована видавництвом HarperCollins.
30 жовтня 2023 року у «Тайм» вийшла стаття Шустера з коментарями Зеленського та його оточення після візиту до США у вересні. Матеріал, присвячений зовнішній та внутрішній політиці України та викликам, які стоять перед нею, спричинив широкий резонанс в українському суспільстві.
22 січня 2024 року вийшла книга «The Showman: The Inside Story of the Invasion That Shook the World and Made a Leader of Volodymyr Zelensky», де Саймон розповідає про російське вторгнення в Україну, враження від спілкування з шостим Президентом України — Володимиром Зеленським та описує його біографію.

## Нагороди
Орден «За заслуги» III ступеня (23 серпня 2022) — За значні особисті заслуги у зміцненні міждержавного співробітництва, підтримку державного суверенітету та територіальної цілісності України, вагомий внесок у популяризацію Української держави у світі.